# Tales of Kenzera: Zau
Tales of Kenzera: ZAU é um jogo Metroidvania desenvolvido pela Surgent Studios e publicado pela Electronic Arts sob o selo EA Originals. O jogo está previsto para ser lançado para Windows PC, Nintendo Switch, PlayStation 5 e Xbox Series X e Series S em abril de 2024.

## Jogabilidade
O jogo conta a história de um jovem xamã chamado Zau, que deve capturar os espíritos de três monstros como oferendas a Kalunga, o deus da morte, que promete reviver seu pai. Zau é muito atlético, sendo capaz de dar salto duplo, pular na parede e correr pelo ar. Zau está equipado com duas armas: a máscara do sol e a máscara da lua. A máscara solar permite que Zau cause dano corpo a corpo de perto, enquanto a máscara lunar permite que ele cause danos aos inimigos à distância. Ambas as máscaras têm seus próprios caminhos de atualização distintos. À medida que os jogadores derrotam os inimigos, eles coletam "Ulogi", uma forma de energia da alma que pode ser usada para adquirir novas habilidades para Zau. Tales of Kenzera é um jogo Metroidvania 2.5D. Os jogadores ganharão gradualmente novas habilidades, permitindo-lhes desbloquear novos caminhos para progredir.

## Desenvolvimento
Abubakar Salim, mais conhecido por ser o dublador de Bayek em Assassin's Creed Origins, é o líder criativo do jogo. Ele fundou o Surgent Studios em 2019, e Tales of Kenzera é o projeto de estreia do estúdio. Tales of Kenzera foi inspirado na própria experiência de luto de Salim pela perda de seu pai. O jogo foi fortemente inspirado nas culturas Bantu e na própria experiência de Salim com grupos tribais durante as filmagens de Raised by Wolves na África do Sul. A história também foi inspirada em jogos de RPG de mesa, com a Critical Role Productions auxiliando no desenvolvimento do jogo. Nainita Desai atuou como compositora do jogo. Salim descreveu as trilhas sonoras do jogo como uma mistura de sintetizadores, sons elétricos e música tradicional africana, e comparou-as às músicas de Black Panther e Tenet.
Surgent Studios (então conhecido como Silver Rain Games) anunciou que fez parceria com a editora Electronic Arts para o desenvolvimento de um novo jogo em março de 2021. O jogo foi anunciado oficialmente por Salim no The Game Awards em dezembro de 2023. Está programado para ser lançado para Microsoft Windows, Nintendo Switch, PlayStation 5 e Xbox Series X e Series S sob o selo de publicação EA Originals em 23 de abril de 2024..

## Referência
1. ↑  Castle, Katherine (1 de fevereiro de 2024). «Watch out Prince Of Persia, there's another platforming-packed Metroidvania coming to steal your crown». Rock, Paper, Shotgun. Consultado em 20 de fevereiro de 2024
2. ↑  Donnelly, Joe (2 de fevereiro de 2024). «The Metroidvania genre is on fire right now, and Tales of Kenzera Zau just jumped to the top of my most-anticipated list». GamesRadar. Consultado em 20 de fevereiro de 2024
3. ↑  Nightingale, Ed (15 de fevereiro de 2024). «Tales of Kenzera: Zau has the heart to heighten its spin on the metroidvania». Eurogamer. Consultado em 20 de fevereiro de 2024
4. ↑  Herte, Charles (7 de dezembro de 2023). «Tales of Kenzera: Zau Is A Magical Metroidvania Inspired By Bantu Myth». Game Informer. Consultado em 20 de fevereiro de 2024
5. ↑  Donnelly, Joe (8 de dezembro de 2023). «From Hollywood to Assassin's Creed to creating a fascinating new Metroidvania inspired by grief: "I think my father would be proud"». GamesRadar. Consultado em 20 de fevereiro de 2024
6. ↑  Welsh, Oli (7 de dezembro de 2023). «How — and why — Assassin's Creed Origins' Bayek founded his own game studio». Polygon. Consultado em 20 de fevereiro de 2024
7. ↑  Ramée, Jordan (1 de fevereiro de 2024). «Tales Of Kenzera: Zau's Tabletop Inspirations And Rhythmic Combat Are Making Me Excited». GameSpot. Consultado em 20 de fevereiro de 2024
8. ↑  Ramée, Jordan (1 de fevereiro de 2024). «Tales of Kenzera: Zau Tackles Grief As A Metroidvania With Dance-Like Combat And Incredible Music». GameSpot. Consultado em 20 de fevereiro de 2024
9. ↑  Takahashi, Dean (11 de março de 2021). «Silver Rain Games will make a game for EA Originals». VentureBeat. Consultado em 20 de fevereiro de 2024
10. ↑  Stedman, Alex (9 de dezembro de 2023). «EA Originals' Next Game, Tales of Kenzera: Zau, Revealed». IGN. Consultado em 20 de fevereiro de 2024

## Ligações Externas
- Tales of Kenzera: Zau (site oficial